# Antirevisionism
Antirevisionism är en doktrin inom den marxist-leninist rörelsen som upprätthåller den idétradition som uppbärs av Marx-Engels-Lenin-Stalin och vanligtvis även Mao eller Hoxha eller bägge två. Strömningen står i opposition till trotskismen. Antirevisionister menar oftast att Stalin företrädde den sista korrekta tillämpningen av marxismenleninismen i Sovjetunionen och att hans efterträdare i det sovjetiska styret vek av från leninismen och förde Sovjetunionen bort från vetenskaplig socialism mot en statsmonopolkapitalism.